# 999 (banda)
999 é uma banda de punk rock, formada em Londres em dezembro de 1976. A partir do período de 1976-1985, a formação de 999 consistia em Nick Cash (vocais, guitarra), Guy Days (guitarra), Jon Watson (baixo) e Pablo LaBrittain (bateria). Como resultado de ferimentos sofridos em um acidente de automóvel, LaBrittain foi temporariamente substituído pelo baterista Ed Case (a.k.a Paul Edwards) em 1980. Jon Watson deixou a banda em 1985; sendo substituído por Danny Palmer, que permaneceu com a banda até 1991. Palmer foi substituído por Arturo Bassick, que continua a ser o baixista com 999 a esta data.
Entre 1978 e 2007, a banda lançou quatorze singles e doze álbuns de estúdio. Cinco dos singles lançados por 999 entre 1978 e 1981 entraram mo Top 75 no UK Singles Chart, com mais um single lançado por 999 em 1978 chamado Homicide, que entrou dentro do Top 40. Além disso, como resultado de uma extensa turnê nos Estados Unidos no início de 1980, o terceiro e quarto álbum de estúdio da banda: The Biggest Prize In Sport e de Concrete, entraram na Billboard 200.
999 tornou-se uma banda popular no circuito do punk de Londres, graças ao seu primeiro single, I'm Alive de 1977. A banda rapidamente ganhou êxito nas listas entrando cinco vezes no top 100 britânico sob o rótulo da United Artists. Mesmo com toda sua popularidade, a banda se separou no início dos anos 80, só voltando novamente em meados da década de 1980 para se reunir novamente em breve. Desde então, eles têm lançado vários álbuns e continuando a fazer concertos.

## Discografia
- 999 (1978)
- Separates (1978)
- High Energy Plan (1979)
- Biggest Prize in Sport (1980)
- Biggest Prize in Sport (live) (1980)
- Concrete (1981)
- 13th Floor Madness (1984)
- Face to Face (1985)
- In Case of Emergency (1986)
- Lust Power and Money (1987)
- Live and Loud!!! (1989)
- The Cellblock Tapes (1990)
- You us It! (1993)
- Live in L.A:1991 (1994)
- Scandal in the City (1997)
- Takeover (1998)
- Slam (1999)
- English Wipeout:Live (1999)
- Live at the Nashville 1979 (2002)
- Outburst (2003)
- Death In Soho (2007)